# 홀정맥
홀정맥 또는 홑정맥(azygos vein), 기정맥(奇靜脈), 종흉정맥(縱胸靜脈)은 등뼈의 오른쪽을 따라 주행하여 위대정맥으로 합류하는 정맥이다. 위대정맥과 아래대정맥을 연결하며 어느 한쪽의 대정맥이 막혔을 때 우심방으로 가는 우회로 역할을 할 수 있다.

## 구조

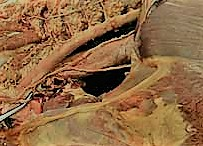
홀정맥의 구조와 위치

홀정맥은 가슴과 배의 뒤벽에서 산소가 부족한 혈액을 받아 위대정맥으로 보낸다. 몸의 오른쪽에 위치하며, '홀정맥'이라는 이름이 붙은 이유는 왼쪽에 한 쌍을 이루는 대칭적인 정맥이 없기 때문이다.
열두째 등뼈(T12) 높이에서 오름허리정맥과 오른쪽 갈비밑정맥이 합류하여 홀정맥이 형성되고, 이후 내림가슴대동맥과 가슴림프관의 오른쪽을 따라 올라간다. 이때 오른쪽 가로막다리 뒤쪽, T12에서 T5까지 등뼈의 척추뼈몸통과 오른쪽 뒤갈비사이동맥의 앞쪽에서 주행한다. T4 높이에서는 오른쪽 허파 뿌리 뒤에서 앞으로 휘어서 넘어온 뒤 위대정맥으로 들어간다. 이렇게 휘어지는 부분을 홀정맥활(arch of the azygous vein, azygos venous arch, 라틴어: arcus venae azygos)이라고 한다. 기관과 식도는 홀정맥활 안쪽에 위치한다.
홀정맥활은 중요한 해부학적 랜드마크이다. 전체 인구의 1 ~ 2%에서는 홀정맥활이 정상보다 가쪽에 위치하는 해부학적 변이가 있어, 홀허파엽은 오른허파의 위엽과 나누는 깊은 고랑을 이룬다.
홀정맥의 시작 지점과 경로에는 변이가 많다. 대부분은 몸 오른쪽에 하나의 홀정맥이 존재한다. 그러나 간혹 홀정맥이 정중선에 위치하거나 초기 발생 단계처럼 두 개의 정맥이 따로 존재하기도 한다. 홀정맥으로 가슴의 정맥, 기관지정맥, 심지어 생식샘정맥이 합류하는 드문 변이도 있다.

## 추가 이미지

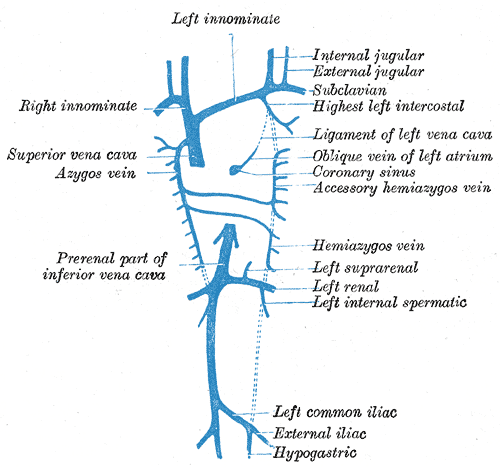
정맥의 발생
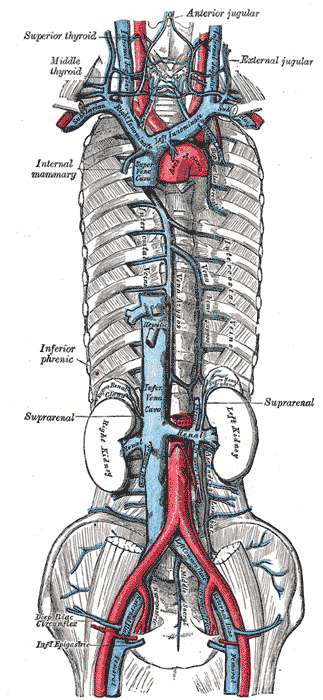
대정맥과 홀정맥, 그리고 그 지류들
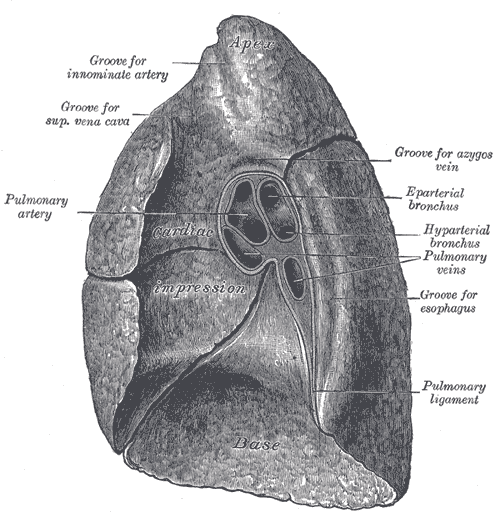
오른쪽 허파의 세로칸면
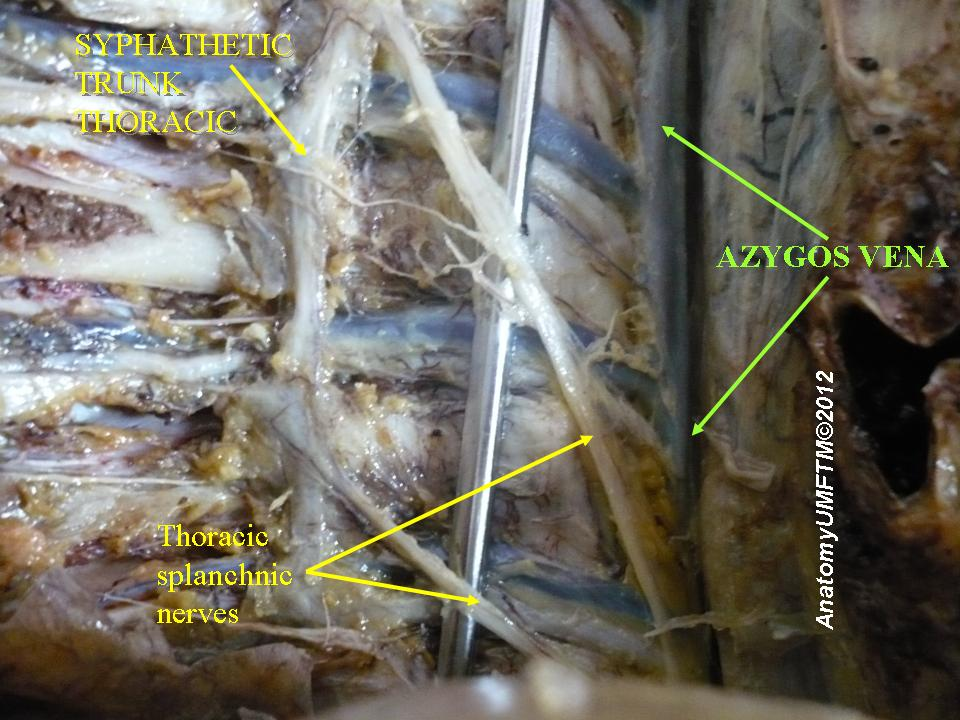
홀정맥
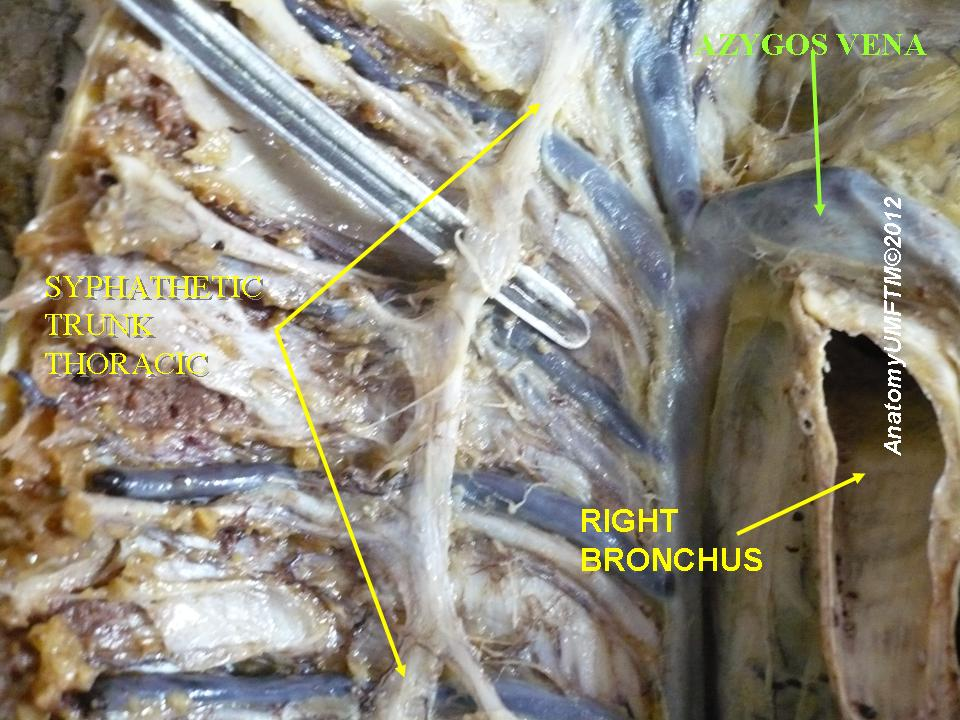
홀정맥
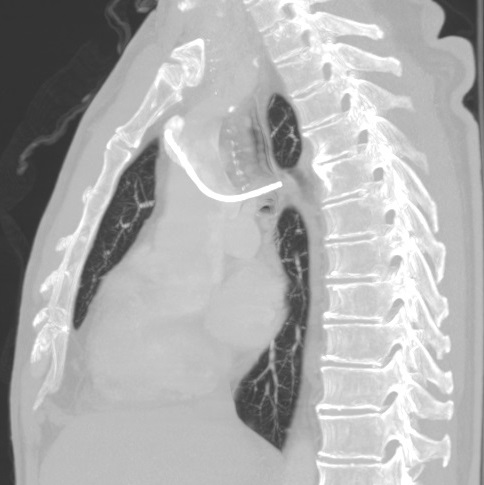
CT 스캔에서 홀정맥으로 포트의 끝이 들어가는 모습

## 같이 보기
- 반홀정맥
- 위대정맥